# (555632) 2014 BZ57
2014 BZ57 ist ein großes transneptunisches Objekt im Kuipergürtel, das bahndynamisch als erweitertes Scattered Disk Object oder als Cubewano eingestuft wird. Aufgrund seiner Größe ist der Asteroid ein Zwergplanetenkandidat.

## Entdeckung
2014 BZ57 wurde am 24. Januar 2014 von einem Astronomenteam mit dem 3,6-m-Teleskop der Europäischen Südsternwarte am La-Silla-Observatorium (Chile) entdeckt. Die Entdeckung wurde am 15. Juli 2016 bekanntgegeben.
Nach seiner Entdeckung ließ sich 2014 BZ57 auf Fotos bis zum 11. Dezember 2002, die im Rahmen des Near-Earth-Asteroid-Tracking-Programmes am Palomar-Observatorium gemacht wurden, zurückgehend identifizieren und so seinen Beobachtungszeitraum um 12 Jahre verlängern, um so seine Umlaufbahn genauer zu berechnen. Im September 2018 lagen insgesamt 213 Beobachtungen über einen Zeitraum von 16 Jahren vor. Die bisher letzte Beobachtung wurde im März 2018 im Rahmen des Pan-STARRS-Projekts durchgeführt. (Stand 24. Februar 2019)

## Eigenschaften

### Umlaufbahn
2014 BZ57 umkreist die Sonne in 279,87 Jahren auf einer leicht elliptischen Umlaufbahn zwischen 36,79 AE und 48,78 AE Abstand zu deren Zentrum. Die Bahnexzentrizität beträgt 0,140, die Bahn ist 27,05° gegenüber der Ekliptik geneigt. Derzeit ist der Planetoid 42,38 AE von der Sonne entfernt. Das Perihel durchläuft er das nächste Mal 2036, der letzte Periheldurchlauf dürfte also im Jahre 1756 erfolgt sein.
Marc Buie (DES) klassifiziert den Planetoiden als erweitertes SDO (ESDO bzw. DO), während das Minor Planet Center ihn als Nicht-SDO und allgemein als «Distant Object» einstuft. Das Johnston’s Archive führt ihn dagegen als Cubewano auf, wobei er zu den bahndynamisch «heißen» klassischen KBO gehören würde.

### Größe und Rotation
Derzeit wird von einem Durchmesser von etwa 479 km ausgegangen, basierend auf einem Rückstrahlvermögen von 7 % und einer absoluten Helligkeit von 5,2 m. Die scheinbare Helligkeit von 2014 BZ57 beträgt 20,81 m.
Da anzunehmen ist, dass sich 2014 BZ57 aufgrund seiner Größe im hydrostatischen Gleichgewicht befindet und somit weitgehend rund sein muss, sollte er die Kriterien für eine Einstufung als Zwergplanet erfüllen. Mike Brown geht davon aus, dass es sich bei 2014 BZ57 um möglicherweise einen Zwergplaneten handelt.
| Jahr                                         | Abmessungen km | Quelle   |
| -------------------------------------------- | -------------- | -------- |
| 2018                                         | 443,0          | Johnston |
| 2018                                         | 479,0          | Brown    |
| Die präziseste Bestimmung ist fett markiert. |                |          |